# Edwin Villafuerte
Edwin Alberto Villafuerte Posligua (Ventanas, Los Ríos, 12 de marzo de 1979) es un exfutbolista ecuatoriano. Jugaba de guardameta y su último club fue el Deportivo Quevedo.

## Trayectoria
Ha participado en la Copa Merconorte de 2000 y 2001, la Copa Sudamericana de 2002 y Copa Libertadores de 2003 y 2004. Conocido como Las nuevas manos de Ecuador, aunque le costó mantener la titularidad en el Barcelona, en el que competía por el puesto con José Francisco Cevallos. El jugador tuvo problemas por el consumo de alcohol, llegando incluso a tener un accidente de tráfico por conducir ébrio. Para poder jugar con más regularidad, en enero de 2006 fichó por el Deportivo Quito.
A principios del 2008, jugando para Olmedo en la primera fase de la Copa Libertadores de América, se lesionó jugando el partido de vuelta en Argentina contra Lanús, equipo que finalmente se clasificó para la fase de grupos. En el 2009 es contratado por el Club Técnico Universitario. En el 2010 ficha por el Club Deportivo Espoli

## Selección nacional

### Categorías inferiores

#### Participaciones en Copas del Mundo Juveniles
| Mundial                     | Sede    | Resultado        | PJ | GR | VI |
| --------------------------- | ------- | ---------------- | -- | -- | -- |
| Copa Mundial Sub-17 de 1995 | Ecuador | Cuartos de final | 4  | -5 | 2  |

### Selección absoluta
Ha sido internacional con la selección de fútbol de Ecuador. Jugó en las categorías sub-17, sub-20 y sub-23. En 1995, participó en el Campeonato Mundial Sub-17 de la FIFA. En la competición preliminar de la Copa Mundial de la FIFA 2006, Ecuador le ganó a Brasil y a Argentina en casa con Villafuerte bajo los palos, quien mantuvo la portería a cero en ambas ocasiones.

#### Participaciones enCopas del Mundo
| Mundial                  | Sede     | Resultado        | PJ | GR | VI |
| ------------------------ | -------- | ---------------- | -- | -- | -- |
| Mundial de Alemania 2006 | Alemania | Octavos de final | 0  | 0  | 0  |

#### Participaciones enEliminatorias al Mundial
| Eliminatoria                            | Sede del Mundial       | Posición               | Resultado   | PJ | GR  | VI |
| --------------------------------------- | ---------------------- | ---------------------- | ----------- | -- | --- | -- |
| Eliminatorias Mundial de Alemania 2006  | Alemania               | 3°lugar 28pts          | Clasificado | 9  | -11 | 3  |
| Eliminatorias Mundial de Sudáfrica 2010 | Sudáfrica              | 6°lugar 23pts          | Eliminado   | 1  | -1  | 0  |
| Total en Eliminatorias                  | Total en Eliminatorias | Total en Eliminatorias | 1/2         | 10 | -12 | 3  |

### Participaciones enCopas América
| Torneo            | Sede      | Resultado      | PJ | GR | VI |
| ----------------- | --------- | -------------- | -- | -- | -- |
| Copa América 2007 | Venezuela | Fase de grupos | 0  | 0  | 0  |

## Clubes
| Club                     | País     | Año       |
| ------------------------ | -------- | --------- |
| Barcelona Sporting Club  | Ecuador  | 1997-2005 |
| Sociedad Deportivo Quito | Ecuador  | 2006-2007 |
| Olmedo                   | Ecuador  | 2008      |
| Técnico Universitario    | Ecuador  | 2009      |
| Espoli                   | Ecuador  | 2010      |
| Atlético Audaz           | Ecuador  | 2011      |
| Deportivo Pereira        | Colombia | 2012      |
| Deportivo Quevedo        | Ecuador  | 2013      |

## Palmarés

### Campeonatos nacionales
| Título                 | Club      | País    | Año  |
| ---------------------- | --------- | ------- | ---- |
| Campeonato Ecuatoriano | Barcelona | Ecuador | 1997 |